# インドの言語の話者数一覧
インドの言語の話者数一覧 は、インドにおいて500万人以上の話者が存在する言語について、それぞれの言語の話者数を示したものである。英語はインドの言語ではないが、第二言語として、5,000万人から最大で2億5,000万人の範囲のインドの人々によって話されている。以下に示す数字の出典はエスノローグ（Ethnologue）データベースである。また以下の一覧においては、当該言語を母語とする話者数を示している。
インドで話されている大部分の言語は、インド・ヨーロッパ語族 (約 74 ％)か、ドラヴィダ語族 (約 24 ％)、または、オーストロ・アジア語族 (ムンダ語派) (約  1.2 ％)、シナ・チベット語族（チベット・ビルマ語派） (約 0.6 ％) のいずれかに属するが、これら以外に、帰属がいまだ明らかでない、いくつかのヒマラヤ諸語が存在する。大英帝国の統治下で導入された英語は、インドの特定の民族と結びつきのない共通語（リンガフランカ（Lingua Franca））として重要な役割を担っている。
公式統計によると、インドで母語として話される言語は（方言を含め）1683あり、そのうち850言語が日常の社会生活で使用されている。エスノローグでは、インドについて、387の現存言語を扱っている。

## インドにおける話者数順位
（ドラヴィダ語族、オーストロアジア語族）以外は全てインド・ヨーロッパ語族。出典：エスノローグ 第17版
1. ヒンディー語: 2億5,800万人
2. ベンガル語: 8,250万人
3. テルグ語: 7,380万人 （ドラヴィダ語族）
4. マラーティー語: 7,170万人
5. タミル語:  6,070万人 （ドラヴィダ語族）
6. ウルドゥー語: 5,150万人
7. グジャラート語: 4,570万人
8. パンジャーブ語: 3,780万人
9. ボージュプリー語: 3,780万人
10. カンナダ語: 3,770万人 （ドラヴィダ語族）
11. マラヤーラム語: 3,300万人 （ドラヴィダ語族）
12. オリヤー語: 3,210万人
13. マイティリー語: 3,000万人
14. マガヒー語: 1,400万人
15. チャッティースガリー語: 1,330万人
16. アッサム語: 1,280万人
17. ダッキニー語: 1,280万人
18. カナウジ語: 950万人
19. ハリヤーンウィー語: 800万人
20. ヴァルハディ＝ナーグプリ語: 697万人
21. サンタル語: 594万人 （オーストロアジア語族）
22. マールワーリー語: 560万人
23. マールヴィー語: 556万人
24. カシミール語: 536万人
25. メワール語: 510万人
26. ランプリ語: 500万人